# Æ Synnejysk Forening
Æ Synnejysk Forening (deutsch Südjütischer Verein) ist ein Verein zur Förderung des südjütischen Dialektes und der regionalen Kultur Südjütlands. Der Verein wurde am 2. Februar 2000 gegründet. Die Idee zur Gründung des Vereins entstand bereits 1998 unter den aus Nordschleswig stammenden Parlamentsabgeordneten am Folketing in Kopenhagen. Der Verein hat heute über 1900 Mitglieder. Ein Teil kommt auch aus Schleswig-Holstein (Südschleswig). 

Æ Synnejysk Forening ist bekannt für die jährlich stattfindenden Gottesdienste in südjütischem Dialekt.